# Ascophanus cesatii
Ascophanus cesatii är en svampart som tillhör divisionen sporsäcksvampar, och som först beskrevs av Antonio Carestia, och fick sitt nu gällande namn av Pier Andrea Saccardo. Ascophanus cesatii ingår i släktet Thelebolus, och familjen Thelebolaceae. Arten är reproducerande i Sverige.